# SS-077 윤봉길
SS-077 윤봉길은 대한민국 해군의 손원일급 잠수함의 5번함이다.

## 역사
2014년 7월 3일, 윤봉길함 진수식에는 윤봉길 의사의 손녀 윤주경(국민대통합위원회 부위원장)씨 등 유가족과 황기철 해군참모총장, 김외현 현대중공업 대표이사 등이 참석했다. 동급인 독일 214급 잠수함은 대당 4500억원 정도 한다.
안전잠항심도를 400 m까지 늘리기 위해 212급 잠수함의 스텐레스강이 아닌 HY80(내골격) 와 HY100(외부선체) 고장력강을 사용했다.
윤봉길함의 최고 속력은 20노트(37㎞)로 미국 하와이까지 연료를 재충전하지 않고 왕복 항해할 수 있다. 특히 공기불요추진체계(AIP)를 탑재해 수면에 올라오지 않고 2주간 수중에서 작전할 수 있다.
2014년 9월 1일, 진해 제9잠수함 전단에서 윤봉길함 부대창설 및 초대함장 취임식이 거행됐다.

## 미사일
국산 잠대지 순항미사일 해성-3를 최초로 탑재했다. 사거리 1000 km이다.